# Iseo (Italia)
Iseo (Isè, en bresciano) es una localidad y comune italiana de la provincia de Brescia, región de Lombardía, con 9.094 habitantes. Se sitúa en el extremo suroriental del lago homónimo, a cerca de 23 kilómetros de distancia de Brescia, está hermanada con Manzanares el Real en España.
Está rodeado por los municipios de Provaglio d'Iseo, Sulzano, Polaveno  y Paratico. Se dice que es el primero que alzó un monumento a Giuseppe Garibaldi.[cita requerida]

## Evolución demográfica
| Gráfica de evolución demográfica de Iseo entre 1861 y 2001 |
|                                                            |
| Fuente ISTAT - elaboración gráfica de Wikipedia            |

## Galería

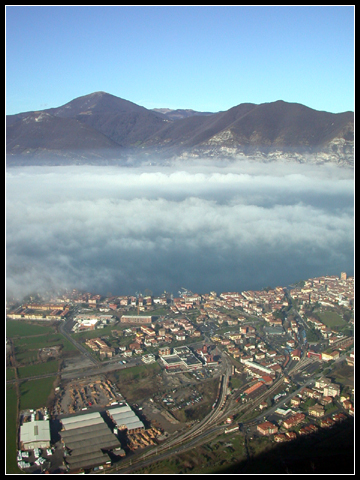
Iseo
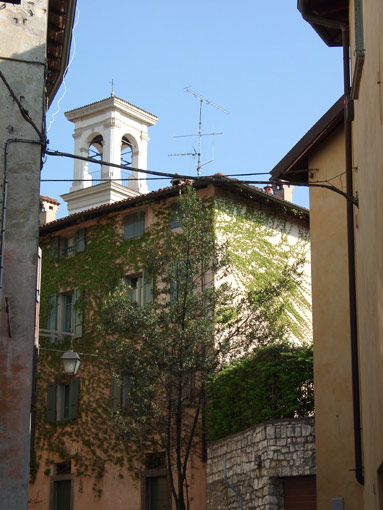
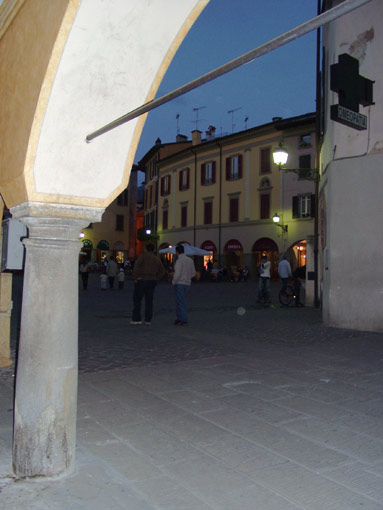
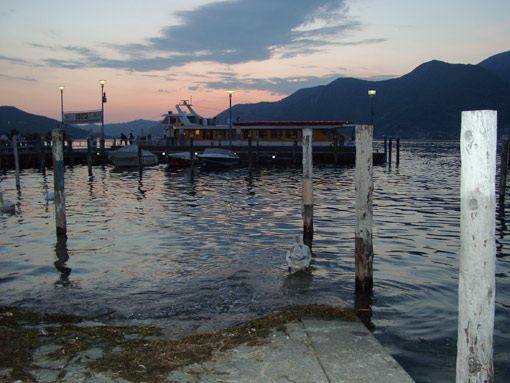